# Afanomicosi
L'afanomicosi o pesta del cranc és una malaltia que afecta mortalment els crancs de riu comuns europeus, provocada pel paràsit Aphanomyces astaci. S'escampa a través de les seves espores i els seus hostes són els crancs de riu americans i els crancs senyal resistents a aquest fong. La introducció d'aquestes espècies en aigües continentals europees ha empès el cranc de riu de potes blanques i Astacus astacus (ambdós autòctons d'Europa) al límit de l'extinció. Aquestes dues espècies han desaparegut de bona part del continent a causa de l'elevadíssima taxa de mortalitat de la pesta (100%).
Un dels trets físics que serveixen per diagnosticar-la és la presència d'hifes entre els segments de l'abdomen, tot i que normalment la malaltia no es detecta fins que el cranc ja és mort. Es poden tractar els exemplars sans amb antifúngics per evitar que contraguin la malaltia. Altres mesures que s'han pres per combatre la malaltia és l'eliminació dels exemplars de crancs al·lòctons o la contenció de la seva expansió mitjançant dics i la cerca de poblacions de crancs autòctons que siguin resistents a A. astaci per poder repoblar trams de rius afectats per l'afanomicosi.

## Transmissió i patogènesi

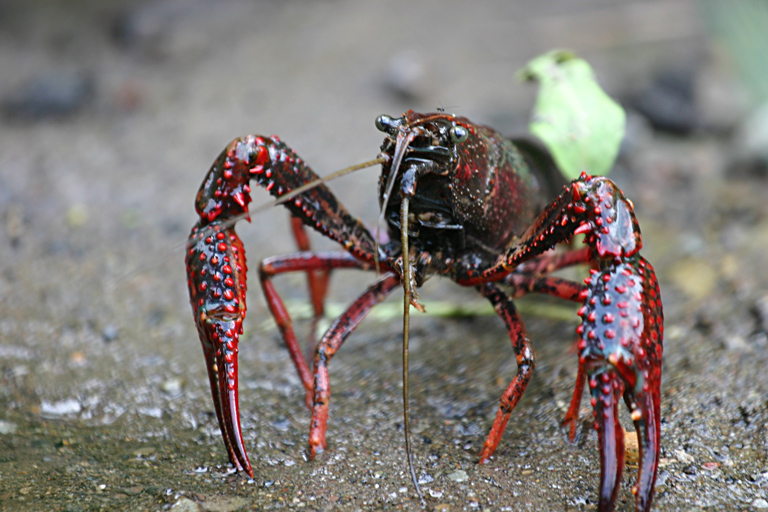
El cranc de riu americà (Procambarus clarkii) és un vector de l'afanomicosi.

Diverses espècies de crancs de riu d'Amèrica són vectors d'aquesta malaltia, com el cranc senyal (Pacifastacus leniusculus), el cranc de riu americà (Procambarus clarkii) o el cranc americà ratllat o cranc dels canals (Orconectes limosus). Aquestes espècies són resistents al paràsit; tanmateix, la malaltia els pot produir la mort si es troben en condicions d'estrés. Una vegada que A. astaci envaeix el seu hoste, produeix zoòspores biflagel·lades. Aquestes zoòspores es desplacen en la massa d'aigua amb els corrents. L'acció antròpica també pot contribuir a la seva dispersió, car les zoòspores es poden trobar en utensilis de pesca, com ara botes d'aigua o salabres, i si no es prenen mesures adequades de desinfecció es poden contaminar zones que prèviament no s'havien vist afectades. També s'ha documentat la transmissió de la malaltia mitjançant peixos que es desplacen d'una conca hidrogràfica a una altra. La dispersió de les zoòspores és menys efectiva si la temperatura de l'aigua és baixa.

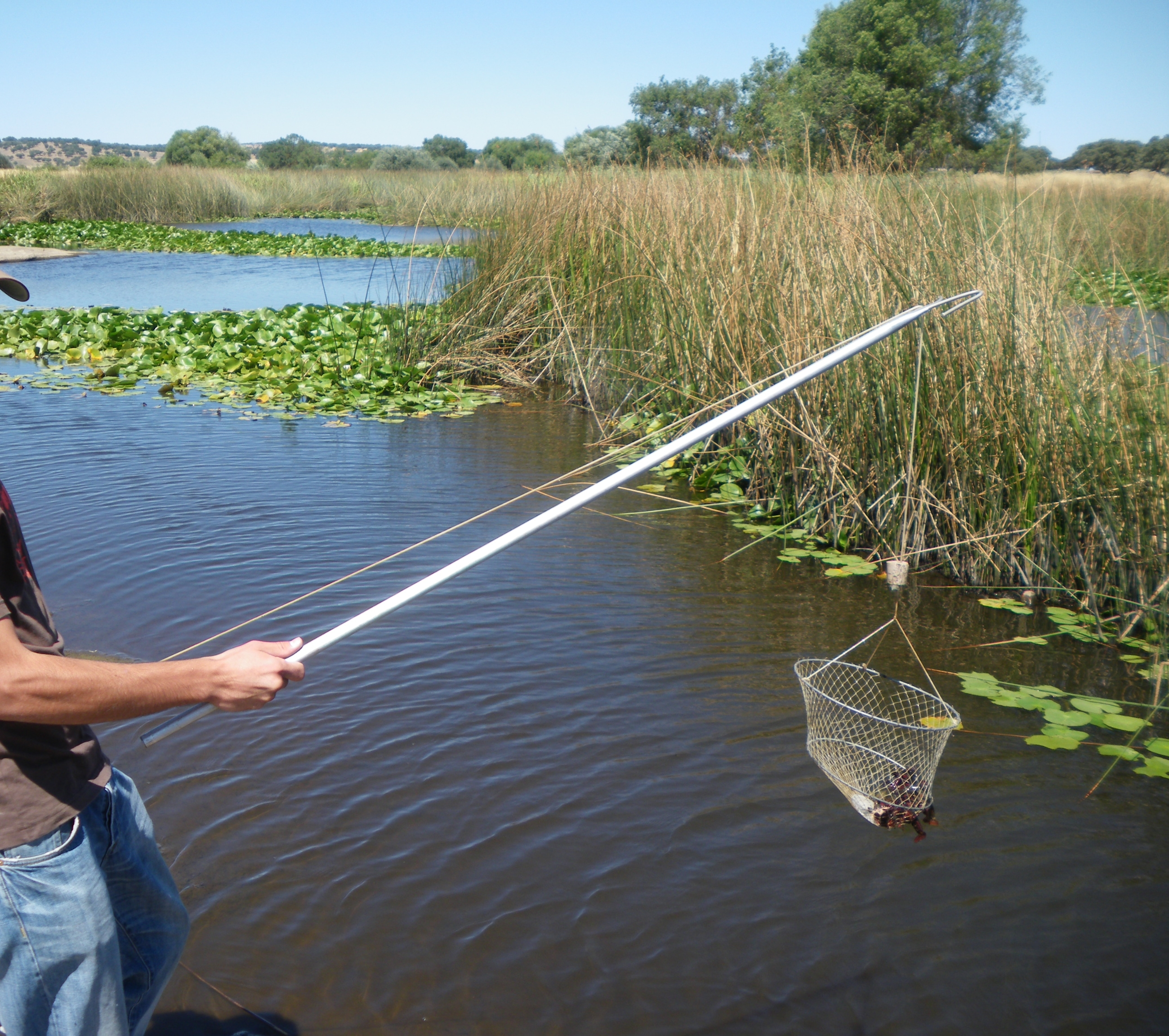
Pesca de crancs amb salabre. Si no es desinfecten degudament els utensilis de pesca, es pot contribuir a la transmissió de l'afanomicosi.

Quan les zoòspores arriben a un cranc, s'instal·len a zones danyades de la cutícula. Una vegada col·locades, s'enquisten i es desprenen del flagel per començar a desenvolupar-se en l'hoste. Una zoòspora que no s'hagi col·locat en un cranc no es desenvolupa, però es pot desprendre del quist i tornar al medi aquàtic per trobar un altre hoste, procés que es pot repetir fins a tres vegades.
Quan la zoòspora germina dins de la cutícula no-esclerotitzada, envaeix la cavitat interna del cranc mitjançant el desenvolupament d'un miceli aseptat. Per fer-ho, A. astaci produeix peptidases, quitinases i esterases, enzims que faciliten la penetració del miceli a la cutícula. Els crancs originaris de Nord-amèrica aconsegueixen encapsular les espores en melanina, cosa que impedeix l'acció dels micelis, a diferència dels crancs d'origen europeu, que acaben morint.

## Soques

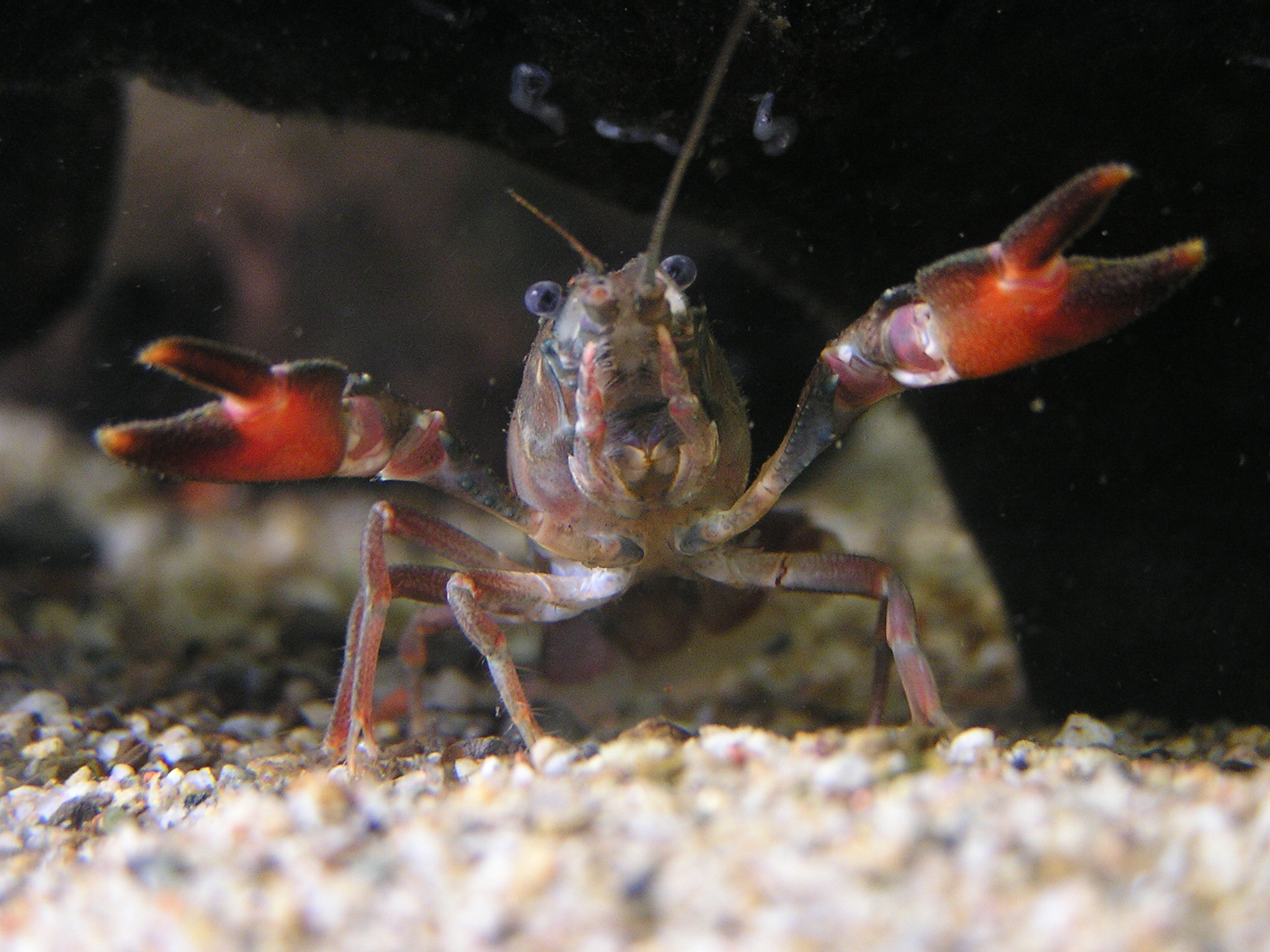
En el cranc senyal s'han identificat les soques pertanyents al grup B i C de A. astaci.

Mitjançant la tècnica d'amplificació aleatòria d'ADN polimòrfic (RAPD) s'han diferenciat quatre grups genètics de A. astaci:
- Grup A: Soques del paràsit obtingudes a partir d'exemplars dels crancs Astacus leptodactylus i A. astacus.
- Grup B: Soques aïllades obtingudes a partir d'exemplars de Pacifastacus leniusculus procedents de Califòrnia.
- Grup C: Soques aïllades obtingudes a partir d'exemplars de Pacifastacus leniusculus procedents del Canadà.
- Grup D: Soques aïllades obtingudes a partir d'exemplars de Procambarus clarkii.

Els grups presents a Europa són l'A, el B i el D. Les infeccions més recents que s'han produït en aquest continent han estat provocades per soques pertanyents al grup B. La soca del grup A sembla la que infectà els crancs europeus al segle xix.

## Història i espècies vulnerables

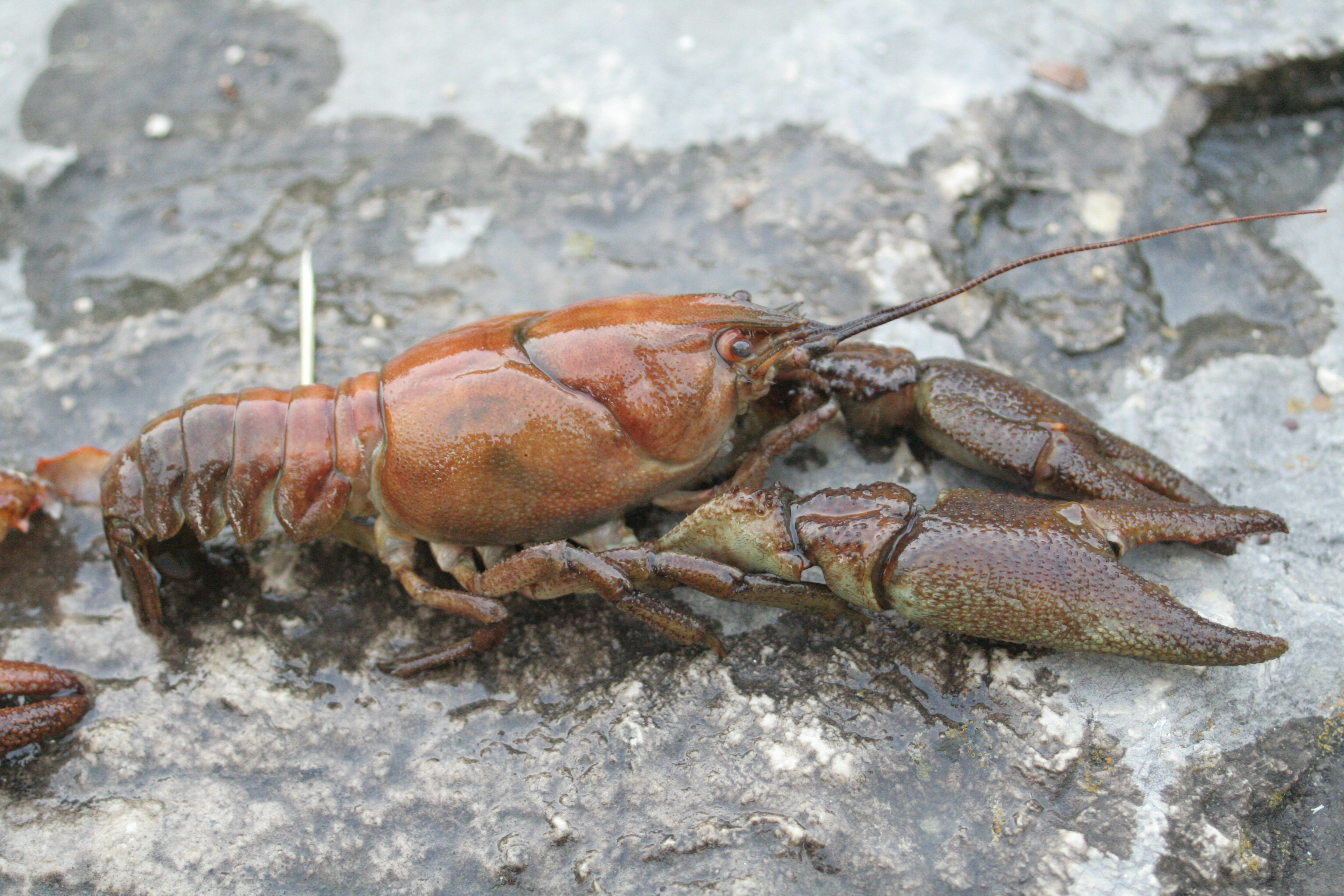
El cranc de potes blanques és molt vulnerable a l'afanomicosi.

Al tercer quart del segle xix aparegué la malaltia a Europa en algun lloc al llarg de la frontera de França i Alemanya, i des d'allà s'estengué, d'una banda, a través del riu Danubi cap a la mar Negra i, de l'altra, a través de la zona nord d'Alemanya fins a Rússia, Finlàndia i Suècia. En aquest últim país, la plaga aparegué el 1907 i provocà una minva en les poblacions del cranc que habitava la zona, A. astacus. El 95% de les seves poblacions han desaparegut en els últims 100 anys. A Espanya es registrà una alta mortalitat entre els crancs de potes blanques del riu Duero l'any 1958, probablement a causa de l'afanomicosi. L'any 1971 es detectaren els primers casos a Noruega, el 1981 a Gran Bretanya, el 1984 a Turquia i el 1987 a Irlanda. Des d'aleshores, s'ha estès arreu d'Europa.
Les espècies de crancs de riu europees, australianes, de Nova Guinea i japoneses són molt vulnerables a la malaltia. Es veuen afectats per A. astaci el cranc Astacus astacus, el cranc A. leptodactylus), el cranc de potes blanques (Austropotamobius pallipes) i el cranc A. torrentium. També poden contraure la malaltia els crancs de l'espècie Cambaroides japonicus, originaris del Japó, i els de l'espècie Cherax papuanus, originaris de Nova Guinea, així com el cranc xinès (Eriocheir sinensis). Alguns experiments han revelat que les espècies pertanyents al gènere Cherax són molt vulnerables a l'afanomicosi.

## Diagnòstic
Existeixen diversos mètodes per detectar la malaltia. Un d'ells es basa en observacions directes dels llits de les masses d'aigua quan es constata la presència d'una gran quantitat de crancs morts. També s'identifica quan s'observen comportaments estranys en els animals, com ara moviments descoordinats o activitat diürna (els crancs són organismes nocturns). Tanmateix, el simple fet de constatar la mort de crancs no és suficient per diagnosticar la malaltia, car la contaminació de l'aigua també pot ser-ne una altra causa.
També es pot diagnosticar basant-se en l'observació de les cutícules dels crancs. Amb un microscopi estereoscòpic poden observar-se hifes marronoses a la cutícula d'exemplars infectats. Amb un microscopi compost també poden detectar-se esporangis d'Aphanomyces astaci.
Un altre mètode consisteix a utilitzar la tècnica de la reacció en cadena de la polimerasa (PCR), que preferiblement es duu a terme en crancs moribunds o que portin menys de 24 hores morts abans de realitzar l'assaig. Aquests requisits també s'apliquen si es vol aïllar el patogen. Per fer-ho s'utilitza un medi de cultiu que contingui àcid oxolínic, penicil·lina, extracte de llevat i glucosa.

## Mesures de prevenció

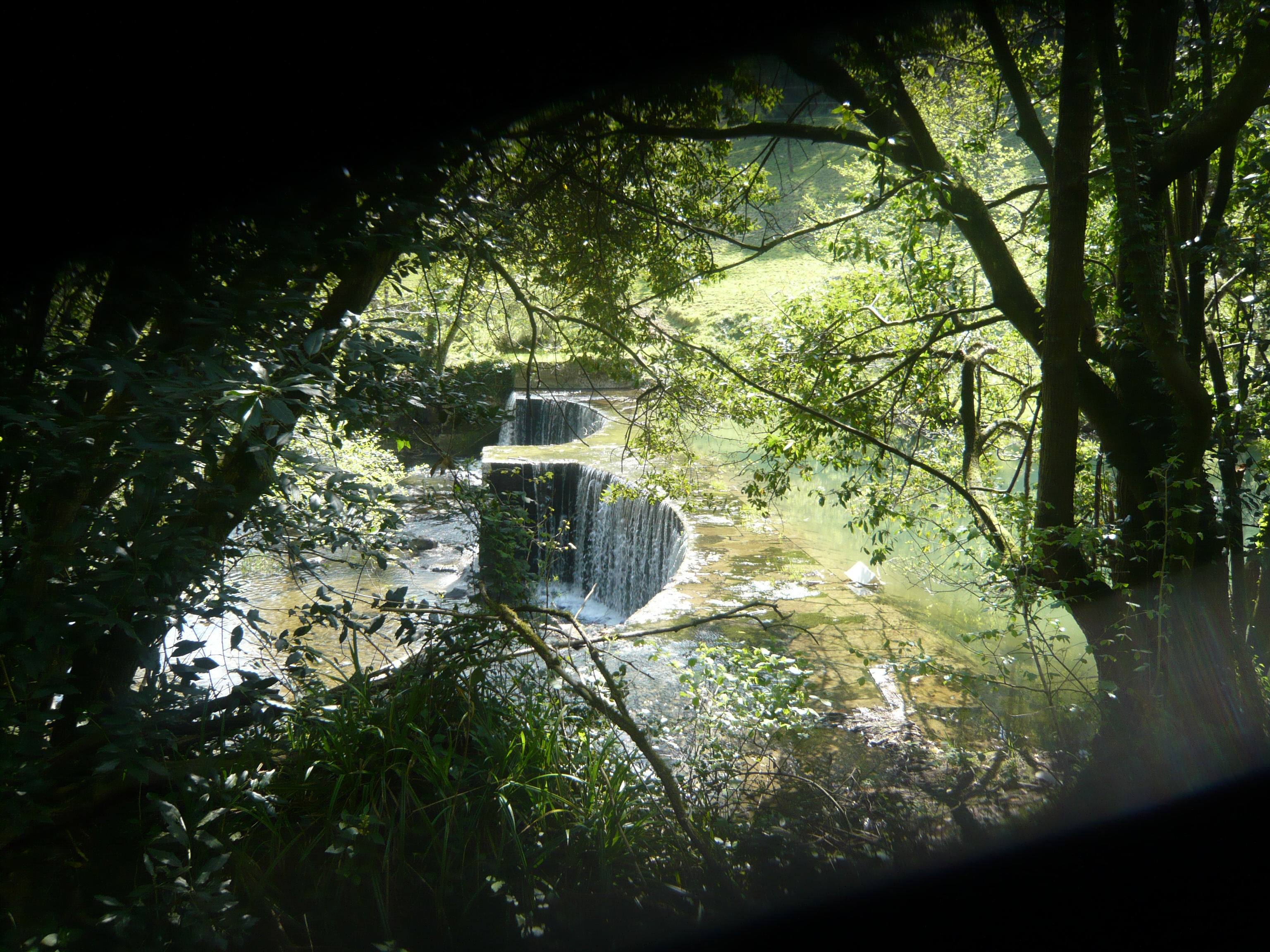
La presència de preses o dics de contenció pot evitar la transmissió de l'afanomicosi riu amunt.

Com que els crancs de riu americans són portadors d'A. astaci, una mesura per evitar la propagació de la malaltia és no introduir aquesta espècie a nous trams de riu. Alguns llocs, com l'Aragó, intenten evitar-ho prohibint la venda de crancs americans vius. Com que algunes espècies, incloent-hi els crancs de riu americans, resisteixen un cert temps a fora de l'aigua, també es recomana matar-los en el moment de pescar-los per evitar que s'escapin a altres masses d'aigua on encara no hagi arribat la malaltia. Als trams de riu on es puguin pescar crancs com el cranc de riu americà o el cranc senyal també es recomana desinfectar tots els utensilis de pesca per evitar la propagació de l'afanomicosi. Una mesura que ha demostrat ser eficaç per evitar l'avenç de poblacions de crancs al·lòctons a nous trams de riu és la construcció de dics de contenció.